# Rajon Zentral (Dnipro)
Der Rajon Zentral (ukrainisch Центральний район/Zentralnyj rajon; russisch Центральный район/Zentralni rajon) ist einer von acht Verwaltungsbezirken (Rajone) der Stadt Dnipro, des Oblastzentrums der Oblast Dnipropetrowsk.
Er liegt im zentralen Teil der Stadt auf dem rechten Dneprufer, hat 64.989 Einwohner (2008) und ist mit einer Fläche von etwa 10,403 km² der kleinste, jedoch dichtbesiedeltste Verwaltungsbezirk von Dnipro.
Der Rajon hieß vom 12. Mai 1932 bis zum 26. November 2015 Rajon Kirow, der Name leitet sich vom bedeutenden sowjetischen Staats- und Parteifunktionär Sergei Mironowitsch Kirow ab.
Am 26. November 2015 wurde er im Rahmen der Dekommunisierung in Rajon Zentral umbenannt. Der Rajon wurde am 12. Mai 1932 gegründet.

## Bevölkerungsentwicklung
| 1959   | 1970    | 1979    | 1989   | 2001   | 2008   |
| ------ | ------- | ------- | ------ | ------ | ------ |
| 78.900 | 135.454 | 109.240 | 97.275 | 72.013 | 64.989 |

Quellen für 1959, 1970, 1979, 1989, 2001 und 2008